# 阿部光雄 (工学者)
阿部 光雄（あべ みつお、1931年 - ） は、日本の化学者。東京工業大学名誉教授。元鶴岡工業高等専門学校校長。元イオン交換学会会長。

## 人物・経歴
山形県生まれ。1954年に早稲田大学理工学部応用化学科卒業後、山形県立酒田商工高等学校教諭着任。
高校で教えながら、雨天の放課後に校内の実験室でイオン交換体の研究を行っていたが、のち同校工業化学科長の紹介で、東京工業大学資源化学研究所の研究室に入る。
1968年に東京工業大学から工学博士の学位を取得。東京工業大学助手、東京工業大学助教授、東京工業大学教授を歴任。
1985年イオン交換研究会設立。1989年日本イオン交換学会会長。1993年東京工業大学名誉教授。1993年から2000年まで鶴岡工業高等専門学校第6代校長。2006年瑞宝中綬章受章。

## 著書
- 『分析化学実験』裳華房 1986年
- 『理工系大学基礎化学』講談社 1993年